# آتربورن
آتربورن (به انگلیسی: Otterbourne) یک روستا و محله مدنی در بریتانیا است که در وینچستر واقع شده‌است. آتربورن ۱٬۵۳۹ نفر جمعیت دارد.